# 97ste Oscaruitreiking
De uitreiking van de 97e Academy Awards of 97e Oscars, daarom ook wel 97ste Oscaruitreiking, vond plaats op 2 maart 2025 in het Dolby Theatre in Hollywood. De uitreiking werd georganiseerd door de Academy of Motion Picture Arts and Sciences (AMPAS) en eert de beste films van 2024. De ceremonie werd voor de eerste keer gepresenteerd door Conan O'Brien.
Een shortlist van films die meedongen naar nominaties in tien categorieën werd op 17 december 2024 bekendgemaakt. De nominaties werden op 23 januari aangekondigd door acteurs Rachel Sennott en Bowen Yang. Door de branden in de omgeving van Los Angeles is de nominatieperiode enkele dagen verlengd en de aankondiging ervan enkele dagen uitgesteld. In de Oscaruitreiking werden de hulpdiensten bij de branden geëerd.

## Winnaars en genomineerden
De winnaars staan bovenaan in vet lettertype.

### Beste film
- Anora
  - The Brutalist
  - A Complete Unknown
  - Conclave
  - Dune: Part Two
  - Emilia Pérez
  - I'm Still Here
  - Nickel Boys
  - The Substance
  - Wicked

### Beste regisseur
- Sean Baker – Anora
  - Jacques Audiard – Emilia Pérez
  - Brady Corbet – The Brutalist
  - Coralie Fargeat – The Substance
  - James Mangold – A Complete Unknown

### Beste mannelijke hoofdrol
- Adrien Brody – The Brutalist
  - Timothée Chalamet – A Complete Unknown
  - Colman Domingo – Sing Sing
  - Ralph Fiennes – Conclave
  - Sebastian Stan – The Apprentice

### Beste vrouwelijke hoofdrol
- Mikey Madison – Anora
  - Cynthia Erivo – Wicked
  - Karla Sofía Gascón – Emilia Pérez
  - Demi Moore – The Substance
  - Fernanda Torres – I'm Still Here

### Beste mannelijke bijrol
- Kieran Culkin – A Real Pain
  - Yura Borisov – Anora
  - Edward Norton – A Complete Unknown
  - Guy Pearce – The Brutalist
  - Jeremy Strong – The Apprentice

### Beste vrouwelijke bijrol
- Zoe Saldaña – Emilia Pérez
  - Monica Barbaro – A Complete Unknown
  - Ariana Grande – Wicked
  - Felicity Jones – The Brutalist
  - Isabella Rossellini – Conclave

### Beste originele scenario
- Anora – Sean Baker
  - The Brutalist – Brady Corbet en Mona Fastvold
  - A Real Pain – Jesse Eisenberg
  - September 5 – Moritz Binder, Tim Fehlbaum en Alex David
  - The Substance – Coralie Fargeat

### Beste bewerkte scenario
- Conclave – Peter Straughan
  - A Complete Unknown – James Mangold en Jay Cocks
  - Emilia Pérez – Jacques Audiard, Thomas Bidegain, Léa Mysius en Nicolas Livecchi
  - Nickel Boys – RaMell Ross en Joslyn Barnes
  - Sing Sing – Clint Bentley, Greg Kwedar, Clarence Maclin en John "Divine G" Whitfield

### Beste internationale film
- I'm Still Here – Brazilië
  - Emilia Pérez – Frankrijk
  - Flow – Letland
  - The Girl With the Needle – Denemarken
  - The Seed of the Sacred Fig – Duitsland

### Beste animatiefilm
- Flow
  - Inside Out 2
  - Memoir of a Snail
  - Wallace & Gromit: Vengeance Most Fowl
  - The Wild Robot

### Beste documentaire
- No Other Land
  - Black Box Diaries
  - Porcelain War
  - Soundtrack to a Coup d'Etat
  - Sugarcane

### Beste camerawerk
- The Brutalist – Lol Crawley
  - Dune: Part Two – Greig Fraser
  - Emilia Pérez – Paul Guilhaume
  - Maria – Ed Lachman
  - Nosferatu – Jarin Blaschke

### Beste montage
- Anora – Sean Baker
  - The Brutalist – David Jancso
  - Conclave – Nick Emerson
  - Emilia Pérez – Juliette Welfling
  - Wicked – Myron Kerstein

### Beste productieontwerp
- Wicked – Nathan Crowley en Lee Sandales
  - The Brutalist – Judy Becker en Patricia Cuccia
  - Conclave – Suzie Davies en Cynthia Sleiter
  - Dune: Part Two – Patrice Vermette en Shane Vieau
  - Nosferatu – Craig Lathrop en Beatrice Brentnerová

### Beste originele muziek
- The Brutalist – Daniel Blumberg
  - Conclave – Volker Bertelmann
  - Emilia Pérez – Clément Ducol en Camille
  - Wicked – John Powell en Stephen Schwartz
  - The Wild Robot – Kris Bowers

### Beste originele nummer
- "El Mal" uit Emilia Pérez – Muziek: Clément Ducol en Camille, tekst: Clément Ducol, Camille en Jacques Audiard
  - "The Journey" uit The Six Triple Eight – Muziek en tekst: Diane Warren
  - "Like a Bird" uit Sing Sing – Muziek en tekst: Abraham Alexander en Adrian Quesada
  - "Mi Camino" uit Emilia Pérez – Muziek en tekst: Camille en Clément Ducol
  - "Never Too Late" uit Elton John: Never Too Late – Muziek en tekst: Elton John, Brandi Carlile, Andrew Watt en Bernie Taupin

### Beste geluid
- Dune: Part Two – Gareth John, Richard King, Ron Bartlett en Doug Hemphill
  - A Complete Unknown – Tod A. Maitland, Donald Sylvester, Ted Caplan, Paul Massey en David Giammarco
  - Emilia Pérez – Erwan Kerzanet, Aymeric Devoldère, Maxence Dussère, Cyril Holtz en Niels Barletta
  - Wicked – Simon Hayes, Nancy Nugent Title, Jack Dolman, Andy Nelson en John Marquis
  - The Wild Robot – Randy Thom, Brian Chumney, Gary A. Rizzo en Leff Lefferts

### Beste visuele effecten
- Dune: Part Two – Paul Lambert, Stephen James, Rhys Salcombe en Gerd Nefzer
  - Alien: Romulus – Eric Barba, Nelson Sepulveda-Fauser, Daniel Macarin en Shane Mahan
  - Better Man – Luke Millar, David Clayton, Keith Herft en Peter Stubbs
  - Kingdom of the Planet of the Apes – Erik Winquist, Stephen Unterfranz, Paul Story en Rodney Burke
  - Wicked – Pablo Helman, Jonathan Fawkner, David Shirk en Paul Corbould

### Beste kostuumontwerp
- Wicked – Paul Tazewell
  - A Complete Unknown – Arianne Phillips
  - Conclave – Lisy Christl
  - Gladiator II – Janty Yates en Dave Crossman
  - Nosferatu – Linda Muir

### Beste grime en haarstijl
- The Substance – Pierre-Olivier Persin, Stéphanie Guillon en Marilyne Scarselli
  - A Different Man – Mike Marino, David Presto en Crystal Jurado
  - Emilia Pérez – Julia Floch Carbonel, Emmanuel Janvier en Jean-Christophe Spadaccini
  - Nosferatu – David White, Traci Loader en Suzanne Stokes-Munton
  - Wicked – Frances Hannon, Laura Blount en Sarah Nuth

### Beste korte film
- I'm Not a Robot – Victoria Warmerdam en Trent
  - Anuja – Adam J. Graves en Suchitra Mattai
  - The Last Ranger – Cindy Lee en Darwin Shaw
  - A Lien – Sam Cutler-Kreutz en David Cutler-Kreutz
  - The Man Who Could Not Remain Silent – Nebojša Slijepčević en Danijel Pek

### Beste korte animatiefilm
- In the Shadow of the Cypress – Shirin Sohani en Hossein Molayemi
  - Beautiful Men – Nicolas Keppens en Brecht Van Elslande
  - Magic Candies – Daisuke Nishio en Takashi Washio
  - Wander to Wonder – Nina Gantz en Stienette Bosklopper
  - Yuck! – Loïc Espuche en Juliette Marquet

### Beste korte documentaire
- The Only Girl in the Orchestra – Molly O'Brien en Lisa Remington
  - Death by Numbers – Kim A. Snyder en Janique L. Robillard
  - I Am Ready, Warden – Smriti Mundhra en Maya Gnyp
  - Incident – Bill Morrison en Jamie Kalven
  - Instruments of a Beating Heart – Ema Ryan Yamazaki en Eric Nyari

## Films met meerdere nominaties
De volgende films ontvingen meerdere nominaties:
| Nominaties | Film               | Awards |
| ---------- | ------------------ | ------ |
| 13         | Emilia Pérez       | 2      |
| 10         | The Brutalist      | 3      |
| 10         | Wicked             | 2      |
| 8          | A Complete Unknown |        |
| 8          | Conclave           | 1      |
| 6          | Anora              | 5      |
| 5          | Dune: Part Two     | 2      |
| 5          | The Substance      | 1      |
| 4          | Nosferatu          |        |
| 3          | I'm Still Here     | 1      |
| 3          | Sing Sing          |        |
| 3          | The Wild Robot     |        |
| 2          | The Apprentice     |        |
| 2          | Flow               | 1      |
| 2          | Nickel Boys        |        |
| 2          | A Real Pain        | 1      |